# Tomáš Medveď
Tomáš Medveď (né le 31 décembre 1973 à Košice en Tchécoslovaquie) est un footballeur slovaque.
Attaquant, il est surtout connu pour avoir terminé meilleur buteur du championnat de Hongrie lors de la saison 2005 avec 18 buts.